# Jan Hrabovský
Jan Hrabovský (* 1993) je český fyzik a chemik. Věnuje se zejména práci v oblasti materiálové chemie a ultrarychlé optiky. V současné době[kdy?] studuje na Univerzitě Pardubice (Fakulta Chemicko-technologická) a na Matematicko-fyzikální fakultě Univerzity Karlovy.

## Biografie
Středoškolské studium absolvoval na víceletém Gymnáziu Josefa Ressela v Chrudimi. Následně během studia začal spolupracovat s Univerzitou Pardubice, kde na Fakultě Chemicko-technologické pod vedením prof. Tomáše Wágnera pracoval na vývoji materiálů pro zvýšení účinnosti solárních článků a další laserové aplikace. Za svou práci následně obdržel několik tuzemských cen v rámci soutěží AMAVET (2. místo) a ve Středoškolské odborné činnosti (1. místo kategorie Chemie) i mezinárodních cen v rámci Vernadského soutěže (Moskva) a soutěže Intel ISEF (USA). Mimo to byl oceněn cenou Nadačního fondu Jaroslava Heyrovského a cenou Česká Hlavička v kategorii Genus.
Po střední škole dále pokračoval ve studie obecné chemie na FChT Univerzity Pardubice a následně i fyziky na MFF Karlovy Univerzity v Praze. V současné době pracuje jako výzkumný pracovník v rámci laserového centra HiLASE v Dolních Břežanech u Prahy. V roce 2024 úspěšně obhájil svou disertační práci a získal titul Ph.D. z Univerzity Karlovy. Získal také prestižní Fulbrightovo stipendium a nyní působí na univerzitě v Novém Mexiku - New Mexico State University.